# Караискакис (село)
 Тази статия е за селото.  За стадиона вижте Караискакис (стадион).  
Караискакис (на гръцки: Καραϊσκάκης); със старо име до 1930 г. Драго место (на гръцки: Δραγαμέστο) е равнинно село на 30 м надморска височина в подножието на планината Велуца на разстояние 4 км северно от Астакос и на 58 км северозападно от Месолонги. 
Селото е преименувано на Георгиос Караискакис защото същият по време на гръцкото освободително въстание станува в селото с отряда си.